# 米哈伊·文科夫
米哈伊·文科夫（1983年7月28日—）是一位保加利亞足球運動員。在場上的位置是左後衛。他現在效力於保加利亞足球甲級聯賽球隊切爾諾莫雷足球俱樂部。他也代表保加利亞國家足球隊參賽。